# Timasio di Napoli
Timasio (V secolo – Napoli, V secolo) è stato un vescovo italiano, vescovo di Napoli nella seconda metà del V secolo.

## Biografia
Secondo le Gesta episcoporum Neapolitanorum e il Catalogus episcoporum Neapolitanorum Timasio è stato il 16º vescovo di Napoli, successore di san Nostriano e predecessore di Felice, e governò la sua Chiesa per 31 anni, nella seconda metà del VI secolo.
Le indicazioni cronologiche di queste fonti appaiono errate, poiché il suo predecessore Nostriano è documentato tra il 445 e il 449, e il suo secondo successore, Sotero, è storicamente attestato nel 465. Per cui nell'arco di tempo che va dal 445/449 al 465 si colloca non solo l'episcopato di Timasio, ma anche quello di Felice, suo immediato successore.